# 6e étape du Tour de France 2018
Pour un article plus général, voir Tour de France 2018.
La 6e étape du Tour de France 2018 se déroule le jeudi 12 juillet 2018 de Brest à Mûr-de-Bretagne - Guerlédan, sur une distance de 181 kilomètres. Elle est remportée par le coureur irlandais Daniel Martin, de l'équipe UAE Emirates. Le Belge Greg Van Avermaet (BMC) garde le maillot jaune.

## Résultats

### Classement de l'étape
| Classement de la 6e étape | Classement de la 6e étape | Classement de la 6e étape | Classement de la 6e étape | Classement de la 6e étape |
|                           | Coureur                   | Pays                      | Équipe                    | Temps                     |
| ------------------------- | ------------------------- | ------------------------- | ------------------------- | ------------------------- |
| 1er                       | Daniel Martin             | Irlande                   | UAE Emirates              | en 4 h 13 min 43 s        |
| 2e                        | Pierre Latour             | France                    | AG2R La Mondiale          | + 1 s                     |
| 3e                        | Alejandro Valverde        | Espagne                   | Movistar                  | + 3 s                     |
| 4e                        | Julian Alaphilippe        | France                    | Quick-Step Floors         | + 3 s                     |
| 5e                        | Rafał Majka               | Pologne                   | Bora-Hansgrohe            | + 3 s                     |
| 6e                        | Adam Yates                | Royaume-Uni               | Mitchelton-Scott          | + 3 s                     |
| 7e                        | Bauke Mollema             | Pays-Bas                  | Trek-Segafredo            | + 3 s                     |
| 8e                        | Peter Sagan               | Slovaquie                 | Bora-Hansgrohe            | + 3 s                     |
| 9e                        | Geraint Thomas            | Royaume-Uni               | Sky                       | + 3 s                     |
| 10e                       | Primož Roglič             | Slovénie                  | Lotto NL-Jumbo            | + 3 s                     |
| modifier                  |                           |                           |                           |                           |

### Points attribués
| Sprint intermédiaire Plouguernével (km 135) | Sprint intermédiaire Plouguernével (km 135) | Sprint intermédiaire Plouguernével (km 135) | Sprint intermédiaire Plouguernével (km 135) | Sprint intermédiaire Plouguernével (km 135) |
| ------------------------------------------- | ------------------------------------------- | ------------------------------------------- | ------------------------------------------- | ------------------------------------------- |
|                                             | Coureur                                     | Pays                                        | Équipe                                      | Point(s)                                    |
| 1er                                         | Laurent Pichon                              | France                                      | Fortuneo-Samsic                             | 20                                          |
| 2e                                          | Anthony Turgis                              | France                                      | Cofidis                                     | 17                                          |
| 3e                                          | Dion Smith                                  | Nouvelle-Zélande                            | Wanty-Groupe Gobert                         | 15                                          |
| 4e                                          | Damien Gaudin                               | France                                      | Direct Énergie                              | 13                                          |
| 5e                                          | Fabien Grellier                             | France                                      | Direct Énergie                              | 11                                          |
| 6e                                          | Alexander Kristoff                          | Norvège                                     | UAE Emirates                                | 10                                          |
| 7e                                          | Fernando Gaviria                            | Colombie                                    | Quick-Step Floors                           | 9                                           |
| 8e                                          | Peter Sagan                                 | Slovaquie                                   | Bora-Hansgrohe                              | 8                                           |
| 9e                                          | Daniel Oss                                  | Italie                                      | Bora-Hansgrohe                              | 7                                           |
| 10e                                         | André Greipel                               | Allemagne                                   | Lotto-Soudal                                | 6                                           |
| 11e                                         | Julien Vermote                              | Belgique                                    | Dimension Data                              | 5                                           |
| 12e                                         | Yves Lampaert                               | Belgique                                    | Quick-Step Floors                           | 4                                           |
| 13e                                         | Mark Cavendish                              | Royaume-Uni                                 | Dimension Data                              | 3                                           |
| 14e                                         | Edvald Boasson Hagen                        | Norvège                                     | Dimension Data                              | 2                                           |
| 15e                                         | Serge Pauwels                               | Belgique                                    | Dimension Data                              | 1                                           |
| modifier                                    |                                             |                                             |                                             |                                             |

| Arrivée d'étape Mûr-de-Bretagne - Guerlédan (km 181) | Arrivée d'étape Mûr-de-Bretagne - Guerlédan (km 181) | Arrivée d'étape Mûr-de-Bretagne - Guerlédan (km 181) | Arrivée d'étape Mûr-de-Bretagne - Guerlédan (km 181) | Arrivée d'étape Mûr-de-Bretagne - Guerlédan (km 181) |
| ---------------------------------------------------- | ---------------------------------------------------- | ---------------------------------------------------- | ---------------------------------------------------- | ---------------------------------------------------- |
|                                                      | Coureur                                              | Pays                                                 | Équipe                                               | Point(s)                                             |
| 1er                                                  | Daniel Martin                                        | Irlande                                              | UAE Emirates                                         | 30                                                   |
| 2e                                                   | Pierre Latour                                        | France                                               | AG2R La Mondiale                                     | 25                                                   |
| 3e                                                   | Alejandro Valverde                                   | Espagne                                              | Movistar                                             | 22                                                   |
| 4e                                                   | Julian Alaphilippe                                   | France                                               | Quick-Step Floors                                    | 19                                                   |
| 5e                                                   | Rafał Majka                                          | Pologne                                              | Bora-Hansgrohe                                       | 17                                                   |
| 6e                                                   | Adam Yates                                           | Royaume-Uni                                          | Mitchelton-Scott                                     | 15                                                   |
| 7e                                                   | Bauke Mollema                                        | Pays-Bas                                             | Trek-Segafredo                                       | 13                                                   |
| 8e                                                   | Peter Sagan                                          | Slovaquie                                            | Bora-Hansgrohe                                       | 11                                                   |
| 9e                                                   | Geraint Thomas                                       | Royaume-Uni                                          | Sky                                                  | 9                                                    |
| 10e                                                  | Primož Roglič                                        | Slovénie                                             | Lotto NL-Jumbo                                       | 7                                                    |
| 11e                                                  | Richie Porte                                         | Australie                                            | BMC Racing                                           | 6                                                    |
| 12e                                                  | Greg Van Avermaet                                    | Belgique                                             | BMC Racing                                           | 5                                                    |
| 13e                                                  | Nairo Quintana                                       | Colombie                                             | Movistar                                             | 4                                                    |
| 14e                                                  | Vincenzo Nibali                                      | Italie                                               | Bahrain-Merida                                       | 3                                                    |
| 15e                                                  | Jakob Fuglsang                                       | Danemark                                             | Astana                                               | 2                                                    |
| modifier                                             |                                                      |                                                      |                                                      |                                                      |

|   | Coureur           | Pays             | Équipe           | Bonifications |
| - | ----------------- | ---------------- | ---------------- | ------------- |
| 1 | Jack Bauer        | Nouvelle-Zélande | Mitchelton-Scott | 3 s           |
| 2 | Geraint Thomas    | Royaume-Uni      | Sky              | 2 s           |
| 3 | Tomasz Marczyński | Pologne          | Lotto-Soudal     | 1 s           |

|   | Coureur            | Pays    | Équipe           | Bonifications |
| - | ------------------ | ------- | ---------------- | ------------- |
| 1 | Daniel Martin      | Irlande | UAE Emirates     | 10 s          |
| 2 | Pierre Latour      | France  | AG2R La Mondiale | 6 s           |
| 3 | Alejandro Valverde | Espagne | Movistar         | 4 s           |

### Cols et côtes
| Côte de Ploudiry (km 44) 3e catégorie (1,5 km à 7%) | Côte de Ploudiry (km 44) 3e catégorie (1,5 km à 7%) | Côte de Ploudiry (km 44) 3e catégorie (1,5 km à 7%) | Côte de Ploudiry (km 44) 3e catégorie (1,5 km à 7%) | Côte de Ploudiry (km 44) 3e catégorie (1,5 km à 7%) |
| --------------------------------------------------- | --------------------------------------------------- | --------------------------------------------------- | --------------------------------------------------- | --------------------------------------------------- |
|                                                     | Coureur                                             | Pays                                                | Équipe                                              | Point(s)                                            |
| 1er                                                 | Dion Smith                                          | Nouvelle-Zélande                                    | Wanty-Groupe Gobert                                 | 2                                                   |
| 2e                                                  | Fabien Grellier                                     | France                                              | Direct Énergie                                      | 1                                                   |
| modifier                                            |                                                     |                                                     |                                                     |                                                     |

| Côte de Roc'h Trevezel (km 68,5) 4e catégorie (2,5 km à 3,5%) | Côte de Roc'h Trevezel (km 68,5) 4e catégorie (2,5 km à 3,5%) | Côte de Roc'h Trevezel (km 68,5) 4e catégorie (2,5 km à 3,5%) | Côte de Roc'h Trevezel (km 68,5) 4e catégorie (2,5 km à 3,5%) | Côte de Roc'h Trevezel (km 68,5) 4e catégorie (2,5 km à 3,5%) |
| ------------------------------------------------------------- | ------------------------------------------------------------- | ------------------------------------------------------------- | ------------------------------------------------------------- | ------------------------------------------------------------- |
|                                                               | Coureur                                                       | Pays                                                          | Équipe                                                        | Point(s)                                                      |
| 1er                                                           | Dion Smith                                                    | Nouvelle-Zélande                                              | Wanty-Groupe Gobert                                           | 1                                                             |
| modifier                                                      |                                                               |                                                               |                                                               |                                                               |

| Mûr-de-Bretagne - 1er passage sur la ligne d'arrivée (km 165) 3e catégorie (2 km à 6,9%) | Mûr-de-Bretagne - 1er passage sur la ligne d'arrivée (km 165) 3e catégorie (2 km à 6,9%) | Mûr-de-Bretagne - 1er passage sur la ligne d'arrivée (km 165) 3e catégorie (2 km à 6,9%) | Mûr-de-Bretagne - 1er passage sur la ligne d'arrivée (km 165) 3e catégorie (2 km à 6,9%) | Mûr-de-Bretagne - 1er passage sur la ligne d'arrivée (km 165) 3e catégorie (2 km à 6,9%) |
| ---------------------------------------------------------------------------------------- | ---------------------------------------------------------------------------------------- | ---------------------------------------------------------------------------------------- | ---------------------------------------------------------------------------------------- | ---------------------------------------------------------------------------------------- |
|                                                                                          | Coureur                                                                                  | Pays                                                                                     | Équipe                                                                                   | Point(s)                                                                                 |
| 1er                                                                                      | Toms Skujiņš                                                                             | Lettonie                                                                                 | Trek-Segafredo                                                                           | 2                                                                                        |
| 2e                                                                                       | Jack Bauer                                                                               | Nouvelle-Zélande                                                                         | Mitchelton-Scott                                                                         | 1                                                                                        |
| modifier                                                                                 |                                                                                          |                                                                                          |                                                                                          |                                                                                          |

| Mûr-de-Bretagne - Arrivée (km 181) 3e catégorie (2 km à 6,9%) | Mûr-de-Bretagne - Arrivée (km 181) 3e catégorie (2 km à 6,9%) | Mûr-de-Bretagne - Arrivée (km 181) 3e catégorie (2 km à 6,9%) | Mûr-de-Bretagne - Arrivée (km 181) 3e catégorie (2 km à 6,9%) | Mûr-de-Bretagne - Arrivée (km 181) 3e catégorie (2 km à 6,9%) |
| ------------------------------------------------------------- | ------------------------------------------------------------- | ------------------------------------------------------------- | ------------------------------------------------------------- | ------------------------------------------------------------- |
|                                                               | Coureur                                                       | Pays                                                          | Équipe                                                        | Point(s)                                                      |
| 1er                                                           | Daniel Martin                                                 | Irlande                                                       | UAE Emirates                                                  | 2                                                             |
| 2e                                                            | Pierre Latour                                                 | France                                                        | AG2R La Mondiale                                              | 1                                                             |
| modifier                                                      |                                                               |                                                               |                                                               |                                                               |

### Prix de la combativité
- Damien Gaudin (Direct Énergie)

## Classements à l'issue de l'étape

### Classement général
| Classement général | Classement général | Classement général | Classement général        | Classement général  |
|                    | Coureur            | Pays               | Équipe                    | Temps               |
| ------------------ | ------------------ | ------------------ | ------------------------- | ------------------- |
| 1er                | Greg Van Avermaet  | Belgique           | BMC Racing                | en 22 h 35 min 46 s |
| 2e                 | Geraint Thomas     | Royaume-Uni        | Sky                       | + 3 s               |
| 3e                 | Tejay Van Garderen | États-Unis         | BMC Racing                | + 5 s               |
| 4e                 | Julian Alaphilippe | France             | Quick-Step Floors         | + 6 s               |
| 5e                 | Philippe Gilbert   | Belgique           | Quick-Step Floors         | + 12 s              |
| 6e                 | Bob Jungels        | Luxembourg         | Quick-Step Floors         | + 18 s              |
| 7e                 | Rigoberto Urán     | Colombie           | EF Education First-Drapac | + 45 s              |
| 8e                 | Alejandro Valverde | Espagne            | Movistar                  | + 51 s              |
| 9e                 | Rafał Majka        | Pologne            | Bora-Hansgrohe            | + 52 s              |
| 10e                | Jakob Fuglsang     | Danemark           | Astana                    | + 53 s              |
| modifier           |                    |                    |                           |                     |

### Classement par points
| Classement par points | Classement par points | Classement par points | Classement par points | Classement par points |
| --------------------- | --------------------- | --------------------- | --------------------- | --------------------- |
|                       | Coureur               | Pays                  | Équipe                | Point(s)              |
| 1er                   | Peter Sagan           | Slovaquie             | Bora-Hansgrohe        | 199 points            |
| 2e                    | Fernando Gaviria      | Colombie              | Quick-Step Floors     | 156 pts               |
| 3e                    | Alexander Kristoff    | Norvège               | UAE Emirates          | 88 pts                |
| 4e                    | André Greipel         | Allemagne             | Lotto-Soudal          | 75 pts                |
| 5e                    | Arnaud Démare         | France                | Groupama-FDJ          | 57 pts                |
| 6e                    | Sonny Colbrelli       | Italie                | Bahrain-Merida        | 55 pts                |
| 7e                    | Alejandro Valverde    | Espagne               | Movistar              | 53 pts                |
| 8e                    | Marcel Kittel         | Allemagne             | Katusha-Alpecin       | 52 pts                |
| 9e                    | Daniel Martin         | Irlande               | UAE Emirates          | 45 pts                |
| 10e                   | Julian Alaphilippe    | France                | Quick-Step Floors     | 44 pts                |
| modifier              |                       |                       |                       |                       |

### Classement du meilleur jeune
| Classement général du meilleur jeune | Classement général du meilleur jeune | Classement général du meilleur jeune | Classement général du meilleur jeune | Classement général du meilleur jeune |
|                                      | Coureur                              | Pays                                 | Équipe                               | Temps                                |
| ------------------------------------ | ------------------------------------ | ------------------------------------ | ------------------------------------ | ------------------------------------ |
| 1er                                  | Søren Kragh Andersen                 | Danemark                             | Sunweb                               | en 22 h 36 min 49 s                  |
| 2e                                   | Egan Bernal                          | Colombie                             | Sky                                  | + 27 s                               |
| 3e                                   | Pierre Latour                        | France                               | AG2R La Mondiale                     | + 2 min 17 s                         |
| 4e                                   | Magnus Cort Nielsen                  | Danemark                             | Astana                               | + 3 min 0 s                          |
| 5e                                   | Guillaume Martin                     | France                               | Wanty-Groupe Gobert                  | + 4 min 6 s                          |
| 6e                                   | Thomas Boudat                        | France                               | Direct Énergie                       | + 5 min 32 s                         |
| 7e                                   | David Gaudu                          | France                               | Groupama-FDJ                         | + 6 min 26 s                         |
| 8e                                   | Stefan Küng                          | Suisse                               | BMC Racing                           | + 8 min 17 s                         |
| 9e                                   | Gregor Mühlberger                    | Autriche                             | Bora-Hansgrohe                       | + 9 min 12 s                         |
| 10e                                  | Daniel Martínez                      | Colombie                             | EF Education First-Drapac            | + 9 min 22 s                         |
| modifier                             |                                      |                                      |                                      |                                      |

### Classement du meilleur grimpeur
| Classement du meilleur grimpeur | Classement du meilleur grimpeur | Classement du meilleur grimpeur | Classement du meilleur grimpeur | Classement du meilleur grimpeur |
| ------------------------------- | ------------------------------- | ------------------------------- | ------------------------------- | ------------------------------- |
|                                 | Coureur                         | Pays                            | Équipe                          | Point(s)                        |
| 1er                             | Toms Skujiņš                    | Lettonie                        | Trek-Segafredo                  | 6 points                        |
| 2e                              | Sylvain Chavanel                | France                          | Direct Énergie                  | 4 pts                           |
| 3e                              | Dion Smith                      | Nouvelle-Zélande                | Wanty-Groupe Gobert             | 4 pts                           |
| 4e                              | Lilian Calmejane                | France                          | Direct Énergie                  | 3 pts                           |
| 5e                              | Daniel Martin                   | Irlande                         | UAE Emirates                    | 2 pts                           |
| 6e                              | Kévin Ledanois                  | France                          | Fortuneo-Samsic                 | 1 pt                            |
| 7e                              | Anthony Perez                   | France                          | Cofidis                         | 1 pt                            |
| 8e                              | Pierre Latour                   | France                          | AG2R La Mondiale                | 1 pt                            |
| 9e                              | Jack Bauer                      | Nouvelle-Zélande                | Mitchelton-Scott                | 1 pt                            |
| 10e                             | Fabien Grellier                 | France                          | Direct Énergie                  | 1 pt                            |
| modifier                        |                                 |                                 |                                 |                                 |

### Classement par équipes
| Classement par équipes | Classement par équipes | Classement par équipes | Classement par équipes |
|                        | Équipe                 | Pays                   | Temps                  |
| ---------------------- | ---------------------- | ---------------------- | ---------------------- |
| 1re                    | Quick-Step Floors      | Belgique               | en 68 h 26 min 56 s    |
| 2e                     | BMC Racing             | États-Unis             | + 8 s                  |
| 3e                     | Sky                    | Royaume-Uni            | + 1 min 50 s           |
| 4e                     | Bahrain-Merida         | Bahreïn                | + 3 min 56 s           |
| 5e                     | Movistar               | Espagne                | + 4 min 1 s            |
| 6e                     | Mitchelton-Scott       | Australie              | + 5 min 4 s            |
| 7e                     | Sunweb                 | Allemagne              | + 5 min 10 s           |
| 8e                     | AG2R La Mondiale       | France                 | + 5 min 13 s           |
| 9e                     | Astana                 | Kazakhstan             | + 5 min 36 s           |
| 10e                    | Bora-Hansgrohe         | Allemagne              | + 6 min 33 s           |
| modifier               |                        |                        |                        |

## Abandon(s)
Aucun coureur n'a abandonné au cours de l'étape.